# كارول توماس دوزير
كارول توماس دوزير (بالإنجليزية: Carroll Thomas Dozier)‏ هو كاهن كاثوليكي أمريكي، ولد في 18 أغسطس 1911 في ريتشموند في الولايات المتحدة، وتوفي في 7 ديسمبر 1985 في ممفيس في الولايات المتحدة.